# Абдул-Малік аль-Хусі
Абдул-Малік ібн Бадр ад-Дін аль-Хусі (араб. عبد الملك بن بدر الدين الحوثي; 1 січня, 1979, Саада, Йемен) — єменський терорист, лідер угруповання єменських зейдитів Ансар Аллах.

## Біографія
Народився 1979 року в північній провінції Саада. Родина Аль-Хусі зводить свій родовід до Пророка Мухаммеда. Його батько, Бадр ад-Дін аль-Хусі, був відомим зейдитським муллою.
Очолив рух хуситів після загибелі свого брата Хусейна аль-Хусі (1956—2004).
Абдул-Малік Аль-Хусі відомий тим, що рідко залишається на одному місці й ніколи не зустрічається із засобами масової інформації. Тих, хто хоче зустрітися з Аль-Хусі, доставляють у приміщення, що охороняються в Сану, оплот руху хуситів, де він і з'являється, але тільки на екрані візора.